# Oocyt

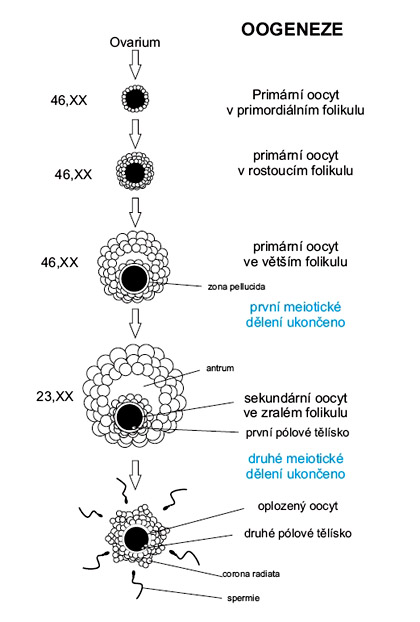
Proces oogeneze

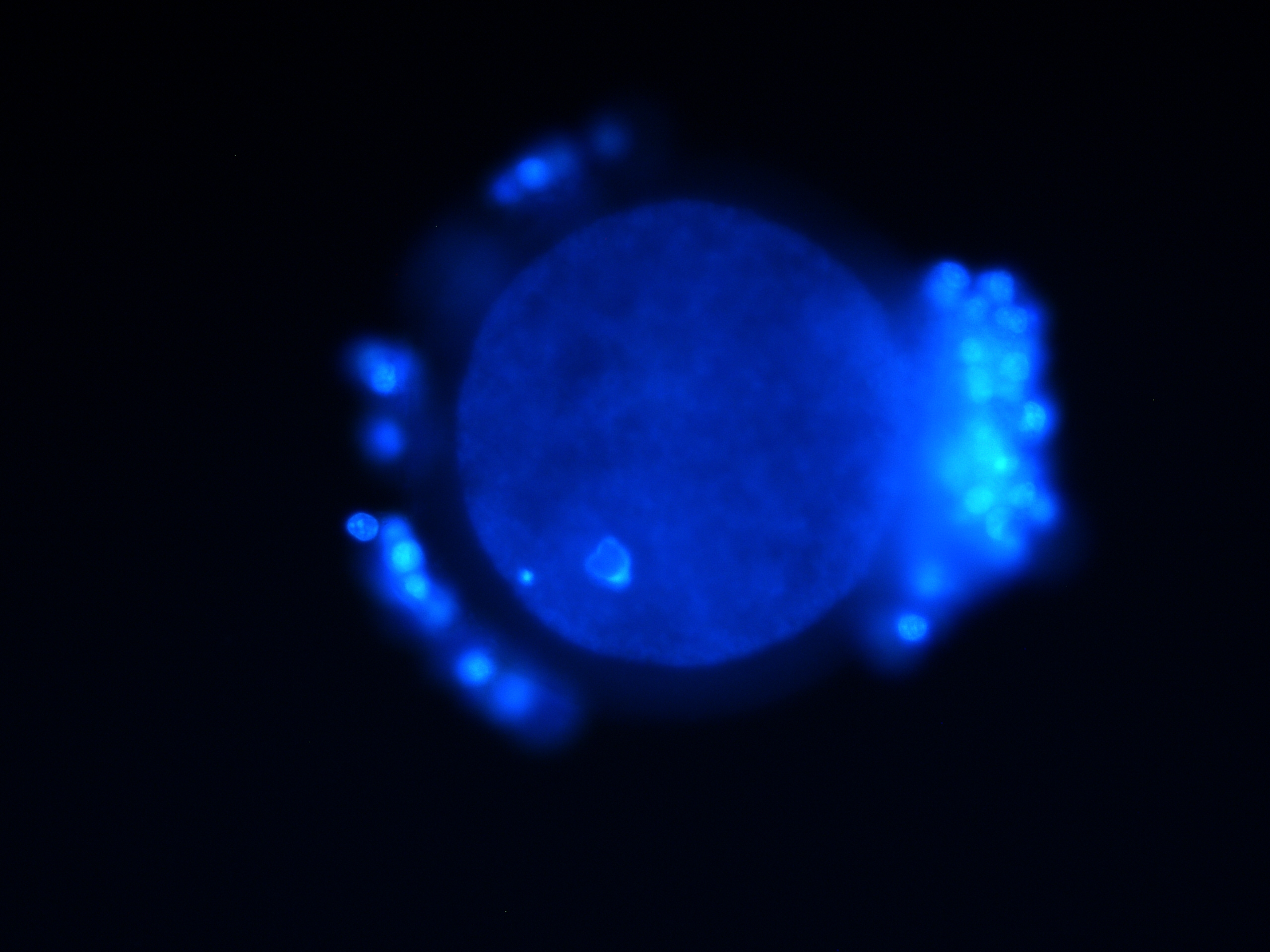
Prasečí oocyt obklopený folikulárními buňkami pod fluorescenčním mikroskopem (obarveno DAPI).

Oocyt je samičí, respektive ženská pohlavní buňka, z níž se meiotickým dělením vyvíjí vajíčko čili ovum, zralý (terciární) oocyt; vajíčko může být oplozeno. Jedná se o jednu z etap samičí gametogeneze (tzv. ovogeneze). Oocyt je tedy prvotní buňka, která umožňuje vznik nového života. Je obklopen podpůrnými buňkami, společně tvoří ovariální folikul.
Oocyty lze rozdělovat na primární a sekundární.
- Primární oocyt vzniká z oogonií (ve vaječníku). Oogonie jsou dělící se diploidní buňky, z nichž některé se přestanou dělit mitoticky a vstoupí do diplotene profáze I meiotického dělení. V tomto stadiu se z nich stávají primární oocyty. To se děje v pohlavních orgánech zárodku budoucí dívky. Nejprve velmi rychle oocytů přibývá, ale pak začnou mnohé odumírat a po sedmém měsíci těhotenství jsou v plodu pouze primární oocyty, navíc obklopené podpůrnými buňkami a tvořící tak primordiální folikul. Vaječníky novorozence obsahují asi 700 000 až dva miliony primárních oocytů, ovšem na počátku puberty jich zbude pouhých ±400 000.[3]
- Sekundární oocyt vzniká z primárního oocytu v období puberty. Každý měsíc se začne vyvíjet asi 15–20 sekundárních oocytů, přičemž tyto buňky obnoví meiotické dělení za vzniku polárního tělíska a postupně se primordiální folikul změní na Graafův folikul. Pouze jediný oocyt však projde ovulací a uvolní se do vejcovodů, kde čeká na oplodnění spermií. Pouze tehdy vajíčko dokončí meiotické dělení. (Tento sekundární oocyt se zasekl v metafázi druhého meiotického dělení.)[3]